# Serie B (Ecuador)
Die Serie B ist die zweite ecuadorianische Fußballliga. Sie wurde 1971 gegründet und heißt seit 2019 auch Liga Pro Serie B. Ausrichter ist die Federación Ecuatoriana de Fútbol. Es nehmen 10 Mannschaften teil, von denen die ersten beiden in die Serie A aufsteigen und die letzten beiden in die Segunda Categoría absteigen.

## Modus
Die Saison wird zunächst in zwei Runden mit jeweils 18 Spieltagen ausgespielt, in denen alle Mannschaften in Hin- und Rückspielen aufeinandertreffen. Nach 36 Spieltagen steigen die letzten beiden Mannschaften in die Segunda Categoría ab. Die besten vier Mannschaften qualifizieren sich für das Halbfinale, in dem der Erste gegen den Vierten und der Zweite gegen den Dritten spielt. Die beiden Finalisten steigen in die Serie A auf und spielen den Meister aus.

## Vereine in der Serie B 2022
Die folgenden Mannschaften nehmen an der Spielzeit 2022 teil.
| Mannschaft             | Stadt                          | Stadion                                | Kapazität |
| ---------------------- | ------------------------------ | -------------------------------------- | --------- |
| América de Quito       | Quito                          | Estadio Olímpico Atahualpa             | 38.258    |
| Atlético Santo Domingo | Santo Domingo de los Colorados | Estadio Etho Vega                      | 10.172    |
| Búhos ULVR FC          | Guayaquil                      | Estadio Modelo Alberto Spencer Herrera | 42.000    |
| Chacaritas FC          | Pelileo                        | Estadio Ciudad de Pelileo              | 8.000     |
| El Nacional            | Quito                          | Estadio Olímpico Atahualpa             | 38.258    |
| Imbabura SC            | Ibarra                         | Estadio Olímpico Ibarra                | 17.300    |
| Independiente Juniors  | Sangolquí                      | Estadio Banco Guayaquil                | 12.000    |
| Libertad FC            | Loja                           | Estadio Federativo Reina del Cisne     | 14.935    |
| Manta FC               | Manta                          | Estadio Jocay                          | 22.000    |
| Olmedo                 | Riobamba                       | Estadio Olímpico de Riobamba           | 14.400    |

## Die Meister
| Verein                        | Meister- schaften | Vizemeister- schaften | Jahre der Meisterschaften                |
| ----------------------------- | ----------------- | --------------------- | ---------------------------------------- |
| Técnico Universitario         | 6                 | 1                     | 1977-E2, 1981-E2, 1999, 2002, 2011, 2017 |
| Liga de Portoviejo            | 4                 | 8                     | 1972-E1, 1976-E2, 1980-E2, 1992-E1       |
| Macará                        | 4                 | 2                     | 1971, 1998, 2005-C, 2016                 |
| Universidad Católica          | 3                 | 6                     | 1990-E1, 2007, 2012                      |
| Aucas                         | 3                 | 3                     | 1974-E2, 1991-E2, 2014                   |
| Olmedo                        | 3                 | 1                     | 1994, 2003, 2013                         |
| Deportivo Quevedo             | 3                 | 1                     | 1982-E1, 1996, 2004                      |
| Manta SC                      | 3                 | 2                     | 1975-E1, 1979-E1, 1982-E2                |
| Delfín SC                     | 3                 | 1                     | 1989-E1, 2000, 2015                      |
| Espoli                        | 2                 | 3                     | 1993, 2005-A                             |
| Deportivo Cuenca              | 2                 | 2                     | 1972-E2, 1995                            |
| LDU Quito                     | 2                 | 1                     | 1974-E1, 2001                            |
| CD El Nacional                | 2                 | 0                     | 1979-E2, 2022                            |
| América de Quito              | 1                 | 4                     | 1978-E2                                  |
| Deportivo Quito               | 1                 | 4                     | 1980-E1                                  |
| 9 de Octubre                  | 1                 | 3                     | 2020                                     |
| Audaz Octubrino               | 1                 | 2                     | 1975-E2                                  |
| Manta FC                      | 1                 | 2                     | 2008                                     |
| Liga de Loja                  | 1                 | 2                     | 2010                                     |
| Liga de Cuenca                | 1                 | 1                     | 1977-E1                                  |
| Imbabura SC                   | 1                 | 1                     | 2006-E2                                  |
| Mushuc Runa SC                | 1                 | 1                     | 2018                                     |
| Cumbayá FC                    | 1                 | 1                     | 2021                                     |
| Carmen Mora de Encalada       | 1                 | 0                     | 1976-E1                                  |
| Bonita Banana                 | 1                 | 0                     | 1978-E1                                  |
| CS Emelec                     | 1                 | 0                     | 1981-E1                                  |
| Juventus de Esmeraldas        | 1                 | 0                     | 1989-E2                                  |
| Juvenil                       | 1                 | 0                     | 1990-E2                                  |
| Green Cross                   | 1                 | 0                     | 1991-E1                                  |
| Santos de El Guabo            | 1                 | 0                     | 1992-E2                                  |
| Panamá SC                     | 1                 | 0                     | 1997                                     |
| Deportivo Azogues             | 1                 | 0                     | 2006-E1                                  |
| Independiente del Valle       | 1                 | 0                     | 2009                                     |
| Orense SC                     | 1                 | 0                     | 2019                                     |
| Calvi FC                      | 0                 | 2                     | -                                        |
| Everest                       | 0                 | 1                     | -                                        |
| River Plate de Riobamba       | 0                 | 1                     | -                                        |
| UD Valdez                     | 0                 | 1                     | -                                        |
| Guayaquil City FC             | 0                 | 1                     | -                                        |
| Fuerza Amarilla Sporting Club | 0                 | 1                     | -                                        |
| Clan Juvenil                  | 0                 | 1                     | -                                        |
| Libertad FC                   | 0                 | 1                     | -                                        |